# Rønnede
Rønnede er en mindre by på Sydsjælland med 2.956 indbyggere  (2024). Rønnede er beliggende ved Sydmotorvejen seks kilometer vest for Faxe, 10 kilometer sydøst for Haslev og 25 kilometer sydvest for Køge. Rønnede var indtil 2007 kommunesæde i den tidligere Rønnede Kommune fra 2007 tilhører byen Faxe Kommune og er beliggende i Kongsted Sogn.
Byen er sammenvokset med Kongsted og Kongsted Kirke ligger i byen.
Vejdirektoratet er i gang med at planlægge en ny motorvej mellem Næstved og Rønnede. Motorvejen bliver ca. 15 km lang, og skal gå fra Næstved og nord om Holme-Olstrup ad linjeføring A til Sydmotorvejen ved Rønnede.